# 佛羅里達！！！
〈佛羅里達！！！〉是美國創作歌手泰勒·斯威夫特和英國搖滾樂隊芙蘿倫絲機進份子的歌曲，收錄於斯威夫特第11張錄音室專輯《苦难诗社》。斯威夫特與樂團主唱弗洛伦斯·韦尔奇共同創作了該曲，並與杰克·安东诺夫共同製作。該曲是結合了美式和南方哥特風格的強力謠曲，並加入独立摇滚吉他和鼓點，其歌詞內容講述藉由逃避現實和飲酒來尋求解脫。
該曲發行後，多數評論家讚揚了兩位歌手的演唱表現和歌曲製作，但部分評論認為歌詞略顯平淡。該曲在《告示牌》二百大單曲榜獲得第八名，並在澳洲、加拿大、紐西蘭和美國等地的榜單獲得前十名。

## 背景
2022年10月，泰勒·斯威夫特在第十張錄音室專輯《午夜》發行後，就著手準備她的下張專輯《苦难诗社》。2023年，她在時代巡迴演唱會美國場期間持續製作專輯，並發行兩張重錄專輯《爱的告白 (重制版)》和《1989 (重制版)》，作為作品母帶所有權爭議的反制措施。緣起於斯威夫特因巡演和公開的私人關係而獲得不少名譽的背景下，該專輯對她而言就像「生命線」。她表示她「有必要」製作這張專輯。《苦难诗社》於2024年4月19日由聯眾唱片發行。

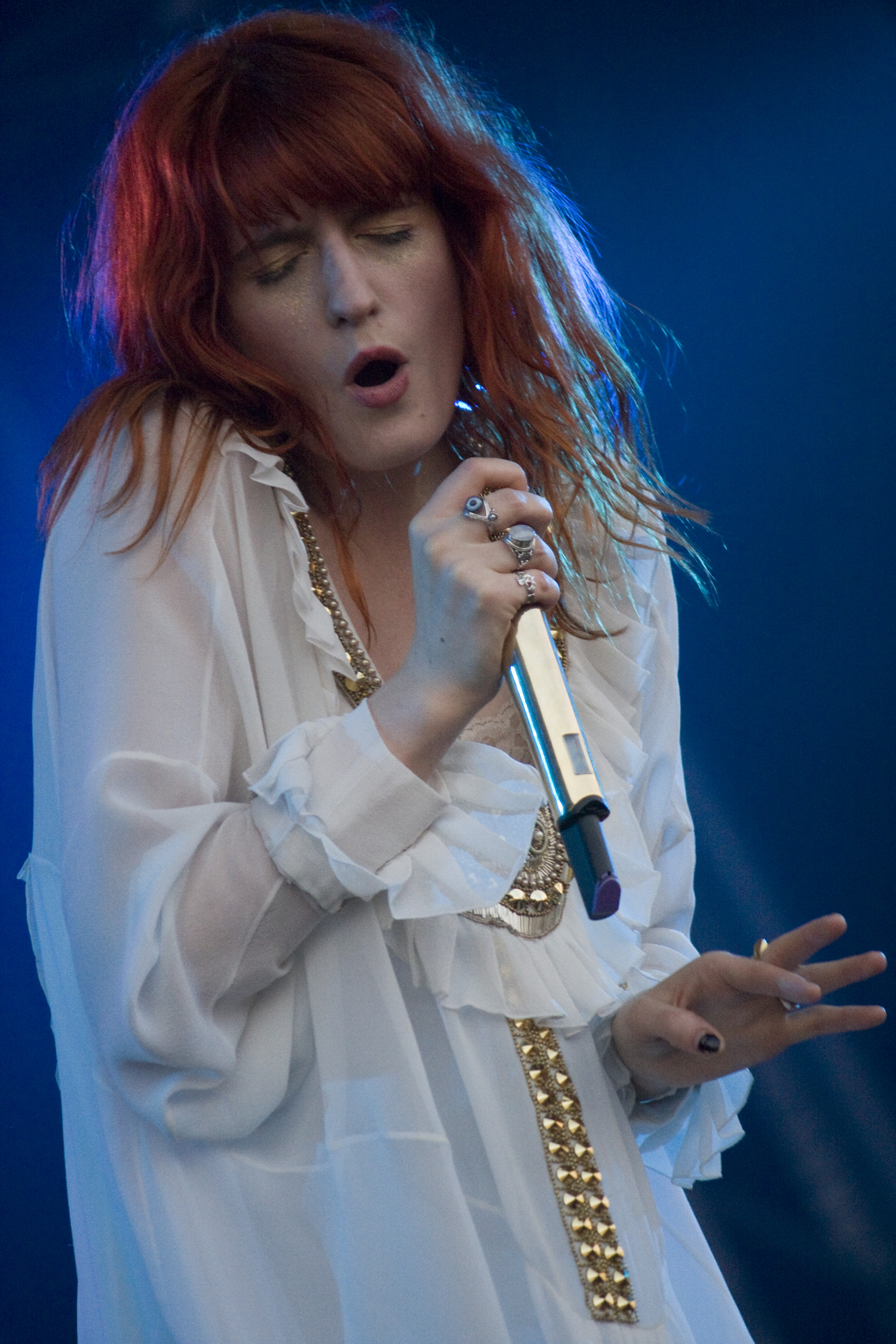
芙蘿倫絲機進份子主唱芙蘿倫絲·威爾希，〈佛羅里達！！！〉是斯威夫特和她的首次合作。

〈佛羅里達！！！〉為專輯的第八首歌曲，是斯威夫特和芙蘿倫絲機進份子主唱芙蘿倫絲·威爾希的首次合作。斯威夫特在iHeartRadio的訪談中，提到該曲的靈感源自電視節目《日界線》。她將犯罪後逃到佛羅里達的人與正在克服心碎的人作了對比，並表示：「他們試圖重新塑造自己，獲取新的身份，並融入其中。」威爾希在《British Vogue》的訪談表示斯威夫特向她提及了〈佛羅里達！！！〉的概念和故事，威爾希表示這是她「最喜歡的開始創作歌曲的方式」。

## 詞曲
〈佛羅里達！！！〉是一首快節奏流行風格的強力謠曲，伴隨著独立摇滚常見的刺耳鼓點和吉他。威爾希唱了曲中兩段歌詞，並在歌曲的後段與斯威夫特交織演唱。《衛報》的羅拉·斯納普斯認為，〈佛羅里達！！！〉具有類似於斯威夫特2020年專輯《恆久傳說》歌曲〈無證無罪〉的戲劇性南方哥特風格，和受拉娜·德雷影響的「荒涼美式風格」。
〈佛羅里達！！！〉的歌詞講述了斯威夫特和威爾希在一段失敗的感情後開展療癒之旅。斯威夫特提及了一座使她發狂的小鎮。威爾希則幻想透過沈醉酒精，將過往的戀人埋藏於沼澤，類似斯威夫特在〈無證無罪〉中扮演的角色。《邁阿密先驅報》的霍華德·科恩認為，該曲的歌詞將佛羅里達州描繪成度假地首選，但又為其增添了神秘元素。由威爾希演唱的首句歌詞「當帶有我名字的颶風來臨」，提及了在2018年9月侵襲佛羅里達的颶風佛羅倫斯。斯威夫特提到了佛羅里達州狹長區域的德斯坦市，並形容她的朋友散發「乳臭或大麻」的味道。斯威夫特在副歌將佛羅里達州隱喻為「一劑猛藥」，而她想盡情享受。WFLA的莎拉·菲利普斯認為，該曲的歌詞「所以你收拾行李，等待德克薩斯的風暴停息」暗示了斯威夫特和喬·歐文分手後，在德克薩斯州休斯頓市巡演期間遇到的問題。

## 專業評價
〈佛羅里達！！！〉獲得多數評論員的正面評價。《柯夢波丹》的薩曼莎·奧爾森將該曲評為專輯中最好的歌曲，並稱讚了威爾希的聲音和歌曲製作。她在評論中表示該曲概括了「佛羅里達的本質」。《今日美國》的梅麗莎·魯吉爾給予該曲正面評價，稱斯威夫特和威爾希的聲音與跺腳樂器相映成趣，使該曲較「電影化且有目的性」。《獨立報》的海倫·布朗讚揚了威爾希的聲音。《告示牌》的傑森·利普舒茲將該曲評為專輯第三佳曲，稱讚了斯威夫特真摯的演唱和大膽的聲音。《Elle》的艾麗卡·貢薩雷斯表示該曲在副歌爆炸性的鼓聲為她帶來「傳染性的能量」，並提到此種音色可能是受威爾希音樂風格的影響。Uproxx的亞歷克斯·岡薩雷斯對該曲評價正面，稱此次合作在他聽來感覺既新鮮又不朽。Pitchfork的沙德·迪索薩表示該曲是專輯中最大膽、最充滿活力的歌曲，相比專輯中大多數歌曲低調、沉思的音色，該曲更加鮮明。
《Teen Vogue》的P·克萊爾·多德森表示，鼓和打擊樂的演奏扣人心弦。她提到〈佛羅里達！！！〉使專輯的後半部分恢復了生氣，也使前面的曲目似乎變得黯淡無光。《Vogue Australia》的宮下妮娜和約納·沃特豪斯稱該曲「既有趣又戲謔」。《荷里活报道》的梅斯芬·費達庫讚揚了該曲和芙蘿倫絲機進份子的演出，稱其為「獲勝曲」。英國《金融時報》的魯多維克·亨特-蒂爾尼稱該曲感染力強。《The Nightly》的傑伊·漢納認為此次合作達到他所有期望。美联社的瑪麗亞·謝爾曼提到，該曲使她想起2010年代的獨立搖滾音樂，如蘇菲揚·史蒂文斯的專輯《伊利諾伊州》。《綜藝》的克里斯·威爾曼稱該曲為專輯中「最有趣的曲目」，並特別提及兩句歌詞「我的朋友皆散發乳臭或大麻的味道」和「使我癲狂吧，佛羅里達」。
Beats Per Minute的約翰·沃爾馬赫提到該曲在副歌的爆炸性鼓聲掩蓋了其缺乏要點的歌詞，並認為該曲較為平庸，而無記憶點。The Line of Best Fit的保羅·布里奇沃特表示，〈佛羅里達！！！〉透過與威爾希的合作幾近在專輯中脫穎而出，但也提到斯威夫特與威爾希的聲音之間「有些不和諧」。Stereogum的湯姆·布雷漢認為該曲有「許多草率的聖經帶意象」，使其不值得在標題中加上驚嘆號。《Paste》評論員批評了該曲的歌詞，表示威爾希的詞句「非常平淡」，而副歌是自2024年以來最糟糕的部分。《Paste》另一位評論員格雷斯·拜倫認為該曲雖然沒有達到威爾希音樂的藝術性或影響力，但「在聲音上更有意思」。

## 商業表現
專輯發行後，其歌曲獨佔了《告示牌》百大單曲榜前14名，而〈佛羅里達！！！〉排名第八，斯威夫特也成為榜上首位獨佔前14名的歌手。〈佛羅里達！！！〉是芙蘿倫絲機進份子在該榜的第二首前十歌曲，此前為與凱文·哈里斯合作的2012年歌曲〈Sweet Nothing〉。該曲發行首週在加拿大百強單曲榜獲第七名，並延續了斯威夫特擁有最多前十單曲的女藝人紀錄，達59首。
〈佛羅里達！！！〉和專輯其他歌曲在《告示牌》二百大單曲榜獨佔前九名，該曲位居第七，為斯威夫特在該榜的第33首前十歌曲，芙蘿倫絲機進份子在該榜的第一首前十歌曲。該曲在澳大利亚唱片业协会單曲榜獲得第八名，使斯威夫特打破該榜史上單週最多歌曲進榜的紀錄，達29首。該曲也是芙蘿倫絲機進份子在該榜繼〈Spectrum (Say My Name)〉（2012年）後的第二首前十歌曲。此外，該曲在多地榜單進入前25名，如新西兰（第九）、新加坡（第12）、愛爾蘭（第13）、盧森堡（第18）、葡萄牙（第18）、馬來西亞（第20）、南非（第22）和菲律賓（第23）。

## 製作團隊
人員名單摘自YouTube和Apple Music。
- 泰勒·斯威夫特：演唱、詞曲、製作
- 弗洛倫斯·韋爾奇：演唱、詞曲、鼓、鋼琴
- 杰克·安东诺夫：製作、編排、鼓、原聲吉他、電吉他、鋼琴、美樂特朗電子琴（英语：mellotron）、貝斯、效果器、大提琴
- 塞班·格尼亞（英语：Serban Ghenea）：混音
- 布萊斯·波登：混音
- 本·洛夫蘭：錄音
- 勞拉·西斯克：錄音
- 奧伊·雅各布斯：錄音
- 蘭迪·美林：母带
- 瑞恩·史密斯：母带

## 排行榜
| 排行榜（2024年）                      | 最高排名 |
| ------------------------------------- | -------- |
| 阿根廷（Argentina Hot 100）           | 91       |
| 澳大利亚（澳大利亚唱片业协会榜）      | 8        |
| 比利时佛兰德（Ultratop五十强单曲榜）  | 36       |
| 巴西（Brasil Hot 100）                | 62       |
| 加拿大（Canadian Hot 100）            | 9        |
| 捷克（百強數位單曲榜）                | 49       |
| 丹麥（Hitlisten）                     | 33       |
| 法國（法國唱片出版業公會）            | 80       |
| 全球（Billboard Global 200）          | 8        |
| 希臘（國際唱片業協會希臘分會）        | 17       |
| 愛爾蘭（《告示牌》Ireland Songs）     | 13       |
| 立陶宛（AGATA）                       | 50       |
| 卢森堡（《告示牌》Luxembourg Songs）  | 18       |
| 馬來西亞（馬來西亞唱片業協會）        | 20       |
| 新西兰（新西兰唱片音乐协会）          | 9        |
| 菲律賓（《告示牌》Philippines Songs） | 23       |
| 波蘭（波蘭百強串流榜）                | 73       |
| 葡萄牙（葡萄牙唱片業協會单曲榜）      | 18       |
| 新加坡（新加坡唱片業協會）            | 12       |
| 斯洛伐克（百強數位單曲榜）            | 61       |
| 南非（《告示牌》South Africa Songs）  | 22       |
| 韓國（Circle数字榜）                  | 169      |
| 西班牙（西班牙音樂製作協會）          | 60       |
| 瑞典（瑞典最熱榜）                    | 33       |
| 英國（官方榜单公司單曲榜）            | 73       |
| 英國（官方榜单公司串流榜）            | 12       |
| 美国（《告示牌》百大單曲榜）          | 8        |